# Mariano Alarcón
Mariano Alarcón fue un escritor y dramaturgo español de comienzos del siglo XX.

## Biografía
Nació en 1883 en la localidad gaditana de La Línea de la Concepción. Viajó por América y Europa, sin acabar de encauzar sus muchas energías en dirección determinada. Publicó dos libros de teatro en 1907. El primero, Moisés contemporáneo, contenía la trilogía dramática: «El Éxodo», «En el desierto» y «La Tierra de promisión»; el segundo, «Rescatada», «Rayo de sol (solas mujeres)», «La Fuerza de la corriente». También escribió El Narrador de parábolas (1910, 1914), En campo de gules (1911, 1914), Palabras de loco (1914), Coram populo, conferencias (1916), El Castillo (comedia, 1918), Impresiones de un viaje á N. York (Madrid, 1918), Hijos de Adán (tragedia campesina, 1918) y La Sangre del leopardo (comedia, 1918).